# Mikroklin
Mikroklin är ett magmatiskt bergartsbildande silikatmineral med den kemiska sammansättningen KAlSi3O8. Mikroklin innehåller vanligtvis mindre mängder natrium och tillhör gruppen kalifältspater och är bland annat vanligt förekommande i granit och andra magmatiska bergarter. Mikroklin bildas under långsam nedkylning av ortoklas och är mer stabilt vid lägre temperaturer än ortoklas. Sanidin är en polymorf av alkalifältspat som är stabil vid ännu högre temperatur.

## Geologi

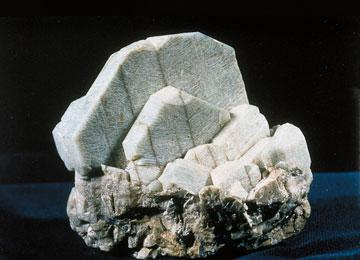
Mikroklinfältspat

Mikroklin kan kemiskt vara detsamma som monoklin ortoklas, men eftersom den tillhör det trikliniska kristallsystemet är prismavinkeln något mindre än räta vinklar; därav namnet "mikroklin" från grekiskan "liten sluttning". Det är en fullordnad triklinisk modifiering av kaliumfältspat och är dimorf med ortoklas. Mikroklin är identisk med ortoklas i många fysikaliska egenskaper och kan särskiljas genom röntgen eller optisk undersökning. När den ses under ett polariserande mikroskop uppvisar mikroklin små, multipla tvillingbildningar som är resultatet av en karaktäristisk gallerliknande struktur som är omisskännlig.
Pertit är antingen mikroklin eller ortoklas med tunna lameller av utlöst albit.

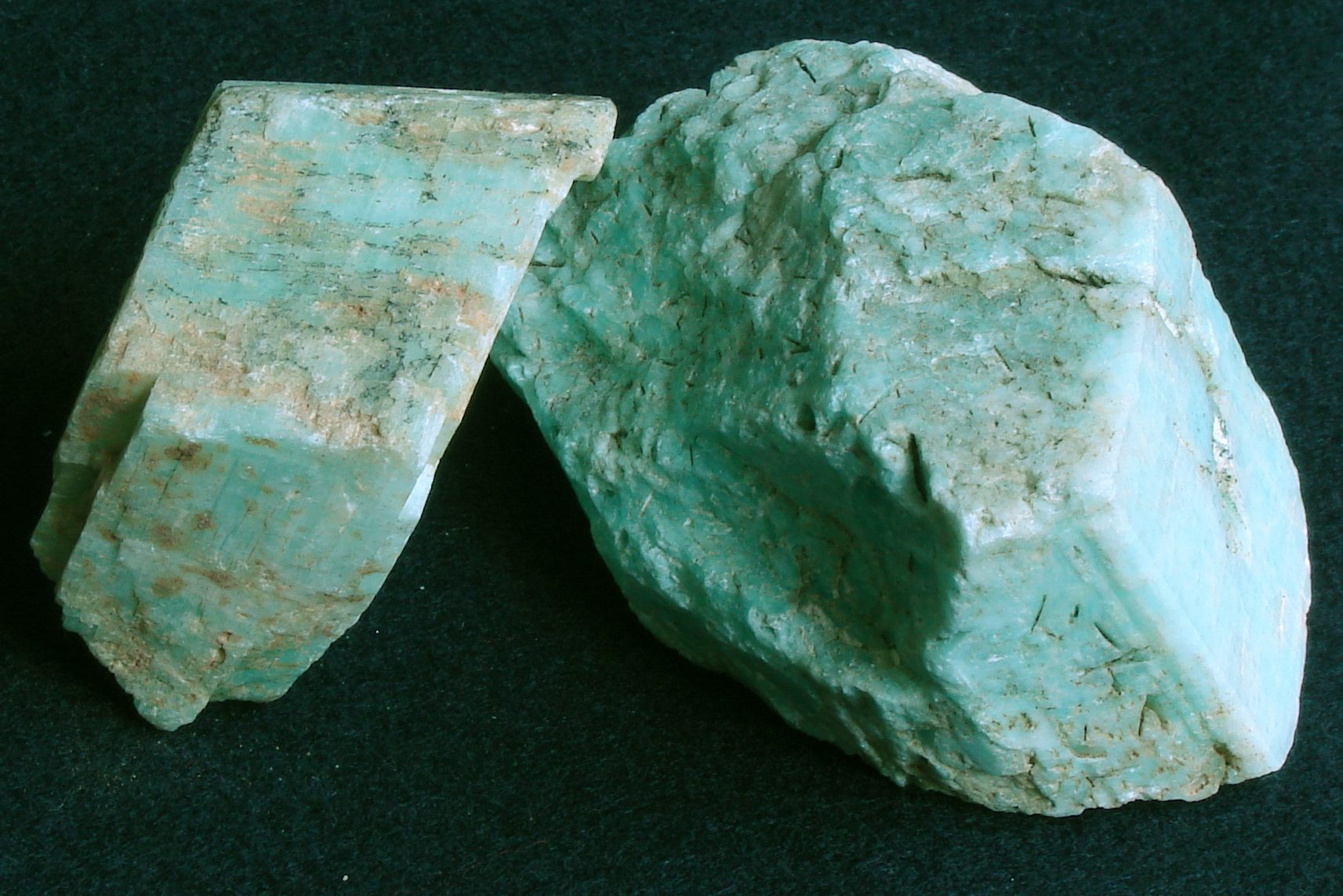
Fältspat (amazonit)

Amazonsten eller amazonit är en vacker grön variant av mikroklin. Amazonit har inget att göra med Amazonas, utan det var spanska utforskare som blandade ihop mineralet med ett annat mineral från denna region. Anortoklas är en annan variant av mikroklin som är isomorf blandning av KAlSi3O8 och NaAlSi3O8 där natriumaluminiumsilikatet dominerar.
De största dokumenterade enstaka kristallerna av mikroklin hittades i Devil's Hole Beryl Mine, Colorado, USA och mätte ca 50 × 36 × 14 m. Detta kan vara en av de största kristallerna av något material som hittills (2023) hittats.
Mikroklin är exceptionellt aktivt isbildande medel i atmosfären.
På senare tid (2023) har det varit möjligt att förstå hur vatten binder till mikroklinytan.

### Nullaberget
Mikroklinsten hittades vid Nullaberget i Östmarks socken, Värmland. Det är en  förekommande lergrå till mörk bituminös bergart, vars övervägande beståndsdel är kalifältspaten mikroklin, men som därjämte innehåller något glimmer samt sparsamma små korn av zirkon, apatit och granat. De bituminösa ämnena, uppgick till omkring elva procent, och utgjordes dels av primärt bildad huminit, förekommande som små kulor och knölar, dels av ett sekundärt bildat stenkolsartat ämne, som enligt Alfred Elis Törnebohm var ett hårdnat bergbeck. Den särdeles märkliga bergarten förekommer i samband med granulitiska urbergarter vid västra foten av Nullaberget, vilket självt utgörs av hyperit. Den upptäcktes av Lars Johan Igelström 1866, och undersöktes mineralogiskt av A. E. Nordenskiöld och kemiskt av Fredrik Laurentz Ekman samt mikroskopiskt av Törnebohm.

## Egenskaper
Prismorna hos mikroklin bildar vinklar på knappt 90° vilket givit mineralet dess namn (grekiska: mikro, "liten", klina, "luta"). Mineralet är färglöst, vitt, grått, rosa, gult, rött, grönt; glasglans; hårdhet 6–6,5; relativ densitet 2,6; ojämnt till mussligt brott.

## Födoämnestillsats
Den kemiska föreningens namn är kaliumaluminiumsilikat och är känd som E-nummerreferens E555. Det var 2018 föremål för en förfrågan från EFSA om tekniska och toxikologiska data.
År 2008 var det (tillsammans med andra aluminiumföreningar) föremål för ett vetenskapligt yttrande från panelen från EFSA för livsmedelstillsatser, smakämnen, processhjälpmedel och material i kontakt med livsmedel.